# El Palo de Lima
El Palo de Lima är en ort i Mexiko.   Den ligger i kommunen San Lorenzo Texmelúcan och delstaten Oaxaca, i den sydöstra delen av landet, 400 km sydost om huvudstaden Mexico City. El Palo de Lima ligger 1 372 meter över havet och antalet invånare är 499.
Terrängen runt El Palo de Lima är bergig, och sluttar västerut. Runt El Palo de Lima är det glesbefolkat, med 15 invånare per kvadratkilometer. Närmaste större samhälle är El Arador, 6,0 km norr om El Palo de Lima. I omgivningarna runt El Palo de Lima växer i huvudsak städsegrön lövskog.